# Bo Yibo

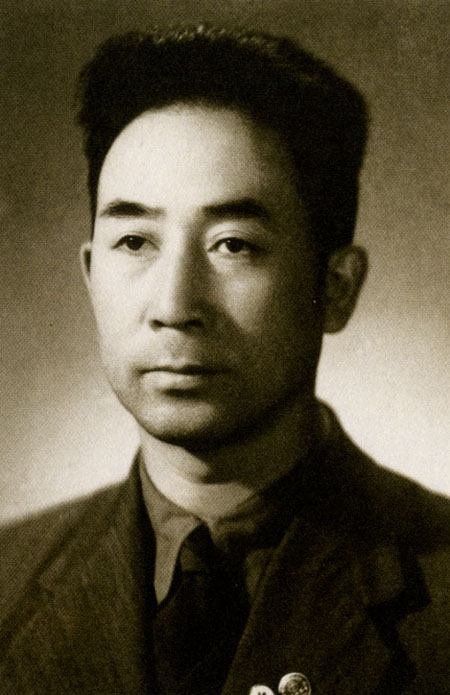
Bo Yibo, 1946

Bo Yibo (chinesisch 薄一波, Pinyin Bó Yībō; * 17. Februar 1908 in Dingxiang, Shanxi; † 15. Januar 2007 in Peking) war ein chinesischer Politiker.

## Leben
Bo war seit 1925 Mitglied der Kommunistischen Partei Chinas. Er war maßgeblich an der Organisation des bewaffneten chinesischen Widerstandes gegen den Einmarsch der japanischen Armee während des Zweiten Weltkriegs beteiligt. Bo inkorporierte den Warlord Yan Xishan in die Rote Armee, der mehr als 200.000 Mann stellte.
Während des Bürgerkriegs arbeitete Bo mit Liu Shaoqi zusammen, der später während der Kulturrevolution gestürzt wurde und in Haft verstarb. Nach dem Krieg war er erster Sekretär des Büros des Zentralkomitees der KP Chinas (1949–1954). Bis Dezember 1953 war Bo Finanzminister, verlor diesen Posten jedoch an Deng Xiaoping.
Er war von 1956 bis zum Beginn der Kulturrevolution und erneut von 1979 bis 1982 Mitglied des Politbüros der Kommunistischen Partei Chinas, stellvertretender Premierminister, Vorsitzender der staatlichen Wirtschaftskommission sowie stellvertretender Vorsitzender des Staatsrates.
Während der Kulturrevolution wurde Bo von Jiang Qing aufgrund seiner prodemokratischen Aktivitäten als politischer Gefangener für 15 Jahre inhaftiert. Auch seine Söhne und Töchter (Bo Xiyong, Bo Xilai, Bo Xicheng und Bo Xining) wurden festgesetzt oder in die ärmsten Gegenden Chinas geschickt.
Bo gehörte wie Deng Xiaoping zu den so genannten "Acht Unsterblichen", die noch in den 1990er Jahren großen Einfluss auf die Politik in China ausübten. In diese Zeit fielen der Beginn der Wirtschaftsreformen und die Niederschlagung der Demokratiebewegung auf dem Tian’anmen-Platz ("Tian’anmen-Massaker").
Sein Sohn Bo Xilai war von 2004 bis 2007 Handelsminister der Volksrepublik China und von November 2007 bis zu seiner Absetzung im März 2012 Parteichef der Regierungsunmittelbaren Stadt Chongqing. Im April 2012 wurde er auch aus dem Politbüro der Kommunistischen Partei Chinas ausgeschlossen.